# 蓮慶寺 (大和市)

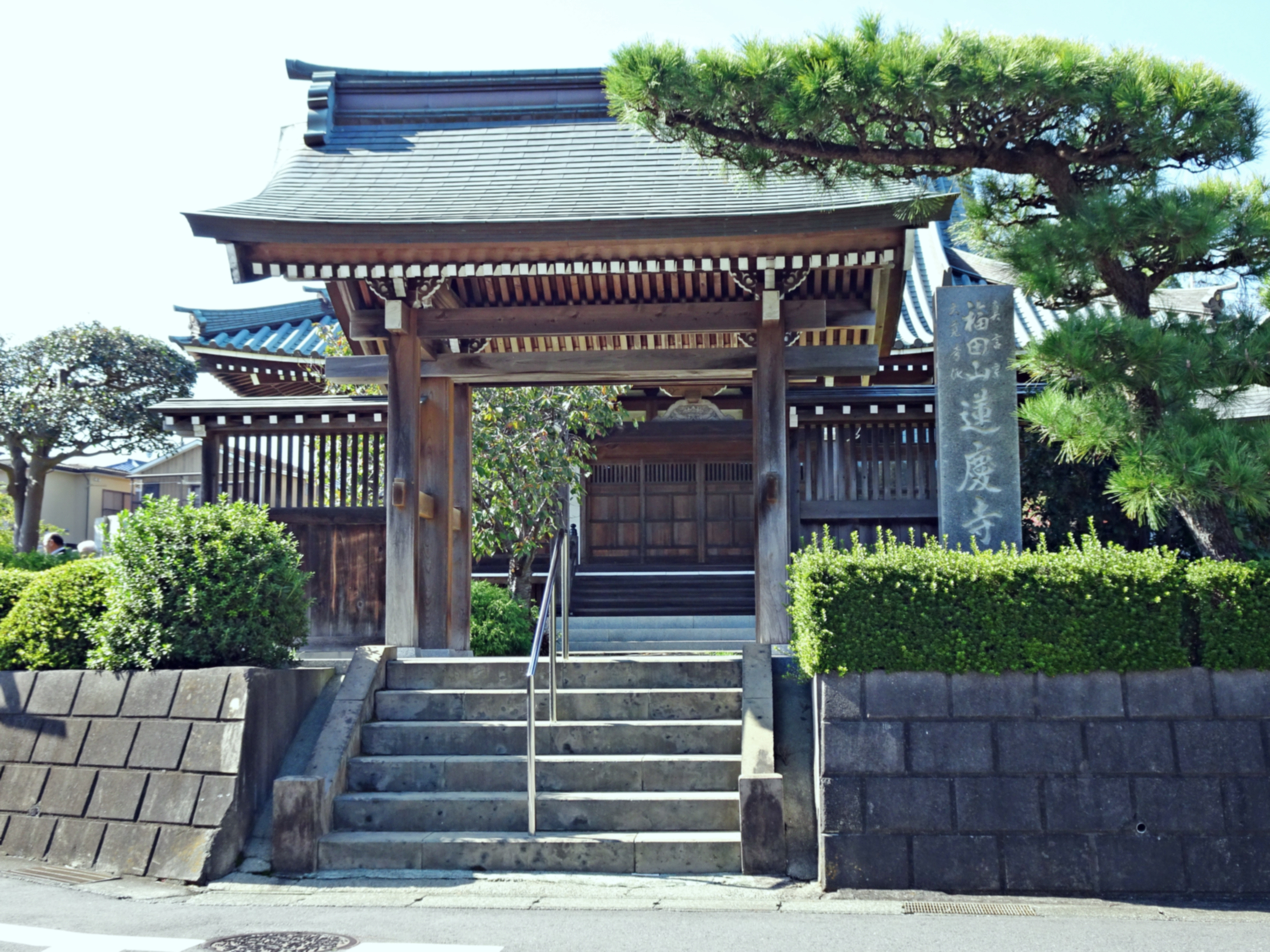
山門

蓮慶寺（れんけいじ）は、神奈川県大和市福田に所在する真言宗大覚寺派の寺院。

## 概要
同寺には、室町時代後期の作で子育ての姥として信仰される「木造優婆尊尼像」が伝わっている。大和市指定有形文化財にも同寺の記載がある。

## 伝承
福田開拓九人衆の一人で、修験者とも医者ともいわれる小林大玄は、諸国を出歩き、やがて帰宅しなくなった。大玄の妻・イトはこれを悲しみ、山に籠って村人に危害を加えるようになる。困った村人は花見の宴を催してイトに毒酒を飲ませ、亡き者としたが、やがてイトの怨霊に悩まされるようになる。そこでイトの霊を慰めるため村人は鎌倉の建長寺から姥像を勧請し、一堂を建立してこれを安置したと伝えられる。その後この像は子供の百日咳などに霊験あらたかであるとして崇敬されるようになった。